# Amansie East District
Der Amansie East District ist einer von 138 Distrikten in Ghana. Er ist im Zentrum des Landes in der Ashanti Region gelegen und dort einer von 21 regionalen Distrikten. Der Amansie East District grenzt an die Distrikte Adansi South, Adansi North, Amansie Central, Bosomtwe/Atwima/Kwanwoma, Ejisu Juaben und Asante Akim South. Bis zur Verwaltungsumstrukturierung und Gründung von neuen Distrikten im Jahr 2004 hatte der Amansie East District eine Größe von 1.937 km² und 219.508 Einwohner. Heutiger Chief Executive des nunmehr 1.167 km² großen Distriktes mit ca. 162.270 Einwohnern (2006) ist Richard Aboagye. Distrikthauptstadt ist Bekwai.

## Geographie
Geographisch markant ist der größte natürliche See Ghanas, der Bosumtwi, der zu 2/3 im Distrikt liegt. Dieser See entstand vor Jahrmillionen durch den Einschlag eines Meteoriten im Distrikt und ist heute Gegenstand vielfältiger geologischer Untersuchungen.
Der Distrikt ist mit tropischem Regenwald bewachsen und liegt auf dem Aschanti-Hochland auf einer Höhe zwischen 150 m und 300 m über dem Meeresspiegel. Lediglich die Kraterränder des Bosumtwi reichen leicht über die 300-Meter-Marke hinaus. Wichtigste Flüsse sind der Oda sowie seine Nebenflüsse Dankran und Anum.
Der Jährliche Niederschlag beläuft sich auf 1600 bis 1800 mm. Die Temperaturen schwanken zwischen 20 Grad Celsius im August und 32 Grad Celsius im März. In der Trockenzeit ist eine Luftfeuchtigkeit zwischen 70 und 80 % zu messen. In den Regenwäldern des Distriktes wachsen auch wichtige Export-Harthölzer wie Mahagoni, Odum, Wawa und Edinam.
Mit dem Bosomtwe Range Forest Reserve sowie dem Fun Forest Reserve sind zwei Waldschutzgebiete im Distrikt eingerichtet.

## Wirtschaft

### Landwirtschaft
Die Wirtschaft der Region ist überwiegend landwirtschaftlich geprägt. In der Landwirtschaft sind 58,2 Prozent der Arbeitsplätze des Distriktes vergeben, womit dieser Bereich als wesentliche Einnahmequelle der Bevölkerung dient. Insgesamt erwirtschaften die Beschäftigten in der Landwirtschaft 75,9 Prozent der Einnahmen des Distrikts. Von den 58,2 Prozent der Arbeitsplätze entfallen lediglich 5,2 Prozent auf den Fischereibetrieb.
Die wichtigsten im Distrikt angebauten Nahrungsmittel sind Kassava, Mais, Yam, Reis, Kochbanane und Gemüse. Ferner werden für den Handel Kakao, Zitrusfrüchte, Kaffee und Palmöl produziert. Bei den landwirtschaftlichen Betrieben beträgt die durchschnittliche Farmgröße 5,3 Acres; der Landesdurchschnitt liegt hier bei 5,0 Acres. Die große Mehrheit der Betriebe arbeitet im Rahmen einer Subsistenzwirtschaft und verwendet lediglich einfache Arbeitsmittel.

### Industrie, Handel und Handwerk
Industrie, Handel und Handwerk im Amansie East District sind im Wesentlichen in fünf Bereichen tätig. Zum einen gibt es eine Textilindustrie, eine Nahrungsmittelindustrie, metallverarbeitende Industrie, Kunsthandwerk und Dienstleistungen. Vierzig Prozent der Industriebetriebe basiert auf der Verarbeitung von landwirtschaftlichen Produkten wie der Herstellung von Palmöl. Die Wirtschaft, insbesondere der Handel und die Industrie, profitiert von der Bahnstation in Bekwai und den Banken in Bekwai, Kokofu und Anwiankwanta.
Regelmäßige und zum Teil täglich stattfindende Märkte sind in Bekwai, Kokofu, Poano und Nsuta organisiert, um als Handelsplatz für Waren und Dienstleistungen zu dienen.

## Gesundheit
Im Amansie East District sind 14 Krankenhäuser oder Gesundheitszentren gegründet worden. Fünf dieser Gesundheitszentren, das Bekwai Hospital, das Kokofo Hospital, das Dunkra-Gesundheitszentrum, das Asiwa-Gesundheitszentrum sowie das Gyasikrom-Gesundheitszentrum, sind staatlich. Vier weitere gehören zu Missionen, drei private Einrichtungen und zwei örtlich organisierte kleine Kliniken stehen zur Verfügung. Die häufigsten Erkrankungen sind Malaria, Hautkrankheiten, Parasiten und Durchfallerkrankungen.

## Bildung
Im Distrikt wurden bisher 116 Krippen und Kindergärten, 195 Grundschulen, 94 Junior Secondary Schools, 6 Senior Secondary Schools und eine Berufsschule von der öffentlichen Hand gegründet. Auch 27 private Bildungseinrichtungen sind vorhanden. Ein besonderes Problem besteht in der schlechten Bausubstanz, in der sich eine Vielzahl der Schulen befindet. Beispielsweise sind von 195 Grundschulen lediglich 133 in einem guten Zustand, 62 hingegen sind in einem derart schlechten baulichen Zustand, dass hier umgehend ein Tätigwerden notwendig ist. Bei den Junior Secondary Schools sind von 95 nur 5 in baufälligem Zustand. Insgesamt leiden 27 Grundschulen und sechs Junior Secondary School unter Platzmangel; neue Klassenzimmer müssten gebaut werden.
In den Grundschulen werden durchschnittlich 28 Kinder von einem Lehrer unterrichtet. In den Junior Secondary Schools entfallen auf einen Lehrer 20 Schüler, bei den Senior Secondary Schools sind extrem gute Verhältnisse mit sechs Schülern pro Lehrer gegeben. Von den Grundschulen haben lediglich eigene 48 Toiletten, 147 Grundschulen sind auf öffentliche Toiletten angewiesen. Lediglich 75 Grundschulen haben Wasseranschluss, 120 Schulen fehlt der direkte Wasseranschluss. Unter allen Grundschulen hat lediglich eine Grundschule eine kleine Bibliothek.
Bei den Junior Secondary Schools im Distrikt haben lediglich 36 Schulen eigene Toiletten, 58 Schulen können ihre Schüler nur durch die öffentlichen Toilettenanlagen versorgen. Über einen Wasseranschluss verfügen 37 Schulen, 57 haben keinen Zugang zu Wasser. Von allen Junior Secondary Schools haben zwei eine Bibliothek.

## Infrastruktur
Die Wasserversorgung der Bevölkerung im Distrikt wird im Wesentlichen durch die Flüsse im Distrikt sichergestellt. Nur 30 Prozent der Bevölkerung haben Zugang zu gesundheitlich unbedenklichen Grundwasserquellen wie Leitungswasser, Bohrlöcher oder Wasserpumpen.
Durch den Distrikt führt eine Eisenbahnstrecke, einige Bahnhöfe sind noch heute erhalten. Der Zustand der Bahnstrecke ist als eher schlecht einzustufen.
Allein in Bekwai stehen der Bevölkerung 37 öffentliche Telefonhäuser zur Verfügung. Im gesamten Distrikt sind 5000 Telefonleitungen verlegt worden. Im Jahre 1985 waren im Distrikt lediglich 200 Telefonanschlüsse, wobei zusätzlich die spätere Trennung eines großen Teils des Distriktes noch unberücksichtigt ist. Heute sind ca. 20 Prozent der Bevölkerung im Distrikt mit Telefonleitungen versorgt.
Der Postdienst hat in Bekwai und Kokofu jeweils eine Poststation eingerichtet. Ferner sind zwei kleinere Poststellen in Poano und Dominase eingerichtet. Erst sechs Gemeinden (Bekwai, Kokofu, Amaoaful, Essumeja, Kortwia und Adom) verfügen über Leitungswasseranschlüsse. Zur weiteren Wasserversorgung wurden im Rahmen des Wasser und Sanitärprojektes II im Distrikt 227 öffentliche Wasserstellen errichtet. Die meisten größeren Ortschaften haben Anschluss an das nationale Stromnetz. In den ländlichen Gebieten besteht beinahe keine Elektrizitätsversorgung.

## Wahlkreise
Im Distrikt bestehen zwei Wahlkreise. Im Wahlkreis Odotobri wurde Emmanuel Akwasi Gyamfi als Kandidat der New Patriotic Party (NPP) direkt ins Parlament gewählt. Im Wahlkreis Bekwai wurde Ignatius Kofi Poku-Adusei (NPP) direkt ins Parlament gewählt.

## Sonstiges
Im Amansie East District liegt in Kokofu–Anyinam der Geburtsort von Osei Tutu I., dem Gründer des Aschanti-Königreichs.

## Wichtige Ortschaften
| - Poano - Dominase - Ofoase-Kokoben - Kokofu - Boni (Ghana), (Behenase) - Koniyaw - Abodom | - Anyanso - Ntinankor - Adjamesu - Bogyawe - Fereso No. 2 - Anwankwanta - Esumeja | - Tweapease - Medoma |